# Hallescher Fußball-Club 2016-2017
Questa voce raccoglie le informazioni riguardanti l'Hallescher Fußball-Club nelle competizioni ufficiali della stagione 2016-2017.

## Stagione
Nella stagione 2016-2017 l'Hallescher, allenato da Rico Schmitt, concluse il campionato di 3. Liga al 13º posto. In Coppa di Germania l'Hallescher fu eliminato al secondo turno dall'Amburgo.

## Rosa
| N. |                                 | Ruolo | Calciatore            |
| -- | ------------------------------- | ----- | --------------------- |
| 1  | Germania (bandiera)             | P     | Fabian Bredlow        |
| 2  | Germania (bandiera)             | D     | Tobias Schilk         |
| 4  | Germania (bandiera)             | D     | Burim Halili          |
| 5  | Germania (bandiera)             | D     | Klaus Gjasula         |
| 6  | Germania (bandiera)             | A     | Toni Lindenhahn       |
| 7  | Germania (bandiera)             | D     | Florian Brügmann      |
| 8  | Germania (bandiera)             | A     | Tobias Müller         |
| 9  | Bosnia ed Erzegovina (bandiera) | C     | Benjamin Pintol       |
| 11 | Libano (bandiera)               | A     | Hilal El Helwe        |
| 13 | Germania (bandiera)             | D     | Stefan Kleineheismann |
| 15 | Germania (bandiera)             | A     | Justin Neumann        |
| 16 | Germania (bandiera)             | C     | Bujar Sejdija         |
| 17 | Germania (bandiera)             | C     | Martin Röser          |
| 18 | Germania (bandiera)             | C     | Martin Ludwig         |

| N. |                        | Ruolo | Calciatore              |
| -- | ---------------------- | ----- | ----------------------- |
| 19 | Germania (bandiera)    | A     | Vincent Stenzel         |
| 20 | Stati Uniti (bandiera) | C     | Royal-Dominique Fennell |
| 21 | Germania (bandiera)    | D     | André Wallenborn        |
| 22 | Germania (bandiera)    | C     | Marvin Ajani            |
| 23 | Germania (bandiera)    | C     | Sascha Pfeffer          |
| 24 | Germania (bandiera)    | P     | Oliver Schnitzler       |
| 26 | Francia (bandiera)     | C     | Dorian Diring           |
| 27 | Germania (bandiera)    | D     | Fabian Baumgärtel       |
| 28 | Germania (bandiera)    | D     | Fabian Franke           |
| 29 | Turchia (bandiera)     | A     | Selim Aydemir           |
| 32 | Germania (bandiera)    | P     | Tom Müller              |
| 33 | Germania (bandiera)    | P     | Michael Netolitzky      |
| 34 | Germania (bandiera)    | D     | Max Barnofsky           |

## Organigramma societario
Area tecnica
- Allenatore: Rico Schmitt
- Allenatore in seconda: Marco Kämpfe
- Preparatore dei portieri: Nico Stremlau
- Preparatori atletici:

## Calciomercato

### Sessione estiva
| Acquisti | Acquisti                | Acquisti          | Acquisti |
| R.       | Nome                    | da                | Modalità |
| -------- | ----------------------- | ----------------- | -------- |
| C        | Royal-Dominique Fennell | Kickers Würzburg  |          |
| D        | Fabian Franke           | Wehen Wiesbaden   |          |
| C        | Marvin Ajani            | F. Düsseldorf II  |          |
| D        | Fabian Baumgärtel       | Kickers Stoccarda |          |
| A        | Hilal El Helwe          | Wolfsburg II      |          |
| D        | Klaus Gjasula           | Kickers Stoccarda |          |
| P        | Michael Netolitzky      | Monaco 1860       |          |
| C        | Benjamin Pintol         | Kickers Offenbach |          |
| C        | Martin Röser            | Kickers Offenbach |          |
| D        | Tobias Schilk           | Magonza II        |          |
| A        | Petar Slišković         | Kickers Stoccarda |          |

| Cessioni | Cessioni          | Cessioni          | Cessioni |
| R.       | Nome              | a                 | Modalità |
| -------- | ----------------- | ----------------- | -------- |
| A        | Lukas Stagge      | SV Merseburg 99   |          |
| C        | Björn Ziegenbein  | Energie Cottbus   |          |
| C        | Mike-Steven Bähre | Hannover 96       |          |
| C        | Ivica Banović     | Friburgo II       |          |
| D        | Marcel Baude      | Energie Cottbus   |          |
| A        | Sören Bertram     | Erzgebirge Aue    |          |
| C        | Marco Engelhardt  | Hoffenheim II     |          |
| C        | Maximilian Jansen | Sandhausen        |          |
| P        | Lukas Königshofer | Kickers Stoccarda |          |
| C        | Tim Kruse         | Energie Cottbus   |          |
| A        | Osayamen Osawe    | Kaiserslautern    |          |
| D        | Dominic Rau       | Saarbrücken       |          |
| C        | Yanick Tobias     | Ingolstadt 04 U19 |          |

### Sessione invernale
| Acquisti | Acquisti          | Acquisti   | Acquisti |
| R.       | Nome              | da         | Modalità |
| -------- | ----------------- | ---------- | -------- |
| P        | Oliver Schnitzler | Heidenheim |          |

| Cessioni | Cessioni        | Cessioni    | Cessioni |
| R.       | Nome            | a           | Modalità |
| -------- | --------------- | ----------- | -------- |
| A        | Petar Slišković | Magonza II  |          |
| A        | Timo Furuholm   | Inter Turku |          |

## Risultati

### 3. Liga

#### Girone di andata
| Arbitro: | Siebert |

|  |           |                                         |
|  | Marcatori | 3’ Pintol 65’ Lindenhahn 83’ Wallenborn |

| Arbitro: | Schröder |

|           |           |          |
| Pintol 9’ | Marcatori | 58’ Fink |

| Arbitro: | Petersen |

|                                |           |  |
| Brügmann 34’ (aut.) George 53’ | Marcatori |  |

| Halle 13 agosto 2016, ore 14:00 CEST 4ª giornata | Hallescher | 0 – 0 referto | Hansa Rostock | Erdgas Sportpark (8 638 spett.)\| Arbitro: \| Zwayer \| |
| Arbitro:                                         | Zwayer     |               |               |                                                         |

| Arbitro: | Mix |

|                            |           |  |
| Röser 10’, 24’ Binakaj 86’ | Marcatori |  |

| Arbitro: | Stieler |

|                           |           |             |
| Pintol 43’ Baumgärtel 45’ | Marcatori | 4’ Grimaldi |

| Arbitro: | Badstübner |

|             |           |               |
| Fennell 74’ | Marcatori | 44’ Ornatelli |

| Arbitro: | Schütz |

|           |           |             |
| Ojala 27’ | Marcatori | 78’ Aydemir |

| Arbitro: | Petersen |

|                              |           |  |
| Gjasula 40’ (rig.) Röser 88’ | Marcatori |  |

| Arbitro: | Welz |

|             |           |             |
| Dahmani 82’ | Marcatori | 26’ Fennell |

| Arbitro: | Börner |

|                                      |           |                            |
| Ajani 50’ Baumgärtel 56’ Fennell 78’ | Marcatori | 85’ König 88’ (rig.) Göbel |

| Paderborn 22 ottobre 2016, ore 14:00 CEST 12ª giornata | Paderborn | 0 – 0 referto | Hallescher | Benteler-Arena (4 647 spett.)\| Arbitro: \| Hussein \| |
| Arbitro:                                               | Hussein   |               |            |                                                        |

| Arbitro: | Zorn |

|           |           |  |
| Ajani 38’ | Marcatori |  |

| Duisburg 5 novembre 2016, ore 14:00 CET 14ª giornata | Duisburg | 0 – 0 referto | Hallescher | Schauinsland-Reisen-Arena (12 568 spett.)\| Arbitro: \| Reichel \| |
| Arbitro:                                             | Reichel  |               |            |                                                                    |

| Arbitro: | Skorczyk |

|                         |           |  |
| Pintol 48’ Brügmann 90’ | Marcatori |  |

| Arbitro: | Ittrich |

|                   |           |  |
| Sowislo 9’ (rig.) | Marcatori |  |

| Arbitro: | Lossius |

|                         |           |  |
| Gjasula 61’ Pfeffer 80’ | Marcatori |  |

| Arbitro: | Müller |

|            |           |             |
| Blacha 57’ | Marcatori | 30’ Fennell |

| Halle 17 dicembre 2016, ore 14:00 CET 19ª giornata | Hallescher | 0 – 0 referto | Holstein Kiel | Erdgas Sportpark (8 103 spett.)\| Arbitro: \| Bläser \| |
| Arbitro:                                           | Bläser     |               |               |                                                         |

#### Girone di ritorno
| Arbitro: | Steinhaus-Webb |

|            |           |  |
| Pintol 39’ | Marcatori |  |

| Arbitro: | Osmers |

|              |           |                    |
| Baumgart 90’ | Marcatori | 57’ (rig.) Gjasula |

| Arbitro: | Willenborg |

|            |           |              |
| Pintol 45’ | Marcatori | 82’ Grüttner |

| Arbitro: | Storks |

|              |           |  |
| Hoffmann 80’ | Marcatori |  |

| Arbitro: | Thomsen |

|  |           |           |
|  | Marcatori | 55’ Röser |

| Arbitro: | Stieler |

|           |           |           |
| Wiebe 58’ | Marcatori | 60’ Röser |

| Arbitro: | Börner |

|  |           |            |
|  | Marcatori | 14’ Diring |

| Arbitro: | Brütting |

|           |           |                                    |
| Ajani 89’ | Marcatori | 22’, 36’, 67’ Morys 54’ Welzmüller |

| Lotte 19 marzo 2017, ore 14:00 CET 28ª giornata | Sportfreunde Lotte | 0 – 0 referto | Hallescher | FRIMO Stadion (1 789 spett.)\| Arbitro: \| Perl \| |
| Arbitro:                                        | Perl               |               |            |                                                    |

| Halle 25 marzo 2017, ore 14:00 CET 29ª giornata | Hallescher | 0 – 0 referto | Fortuna Colonia | Erdgas Sportpark (6 129 spett.)\| Arbitro: \| Jablonski \| |
| Arbitro:                                        | Jablonski  |               |                 |                                                            |

| Arbitro: | Schütz |

|                        |           |  |
| Nietfeld 33’ König 90’ | Marcatori |  |

| Arbitro: | Zorn |

|                |           |          |
| Baumgärtel 30’ | Marcatori | 7’ Soyak |

| Arbitro: | Cortus |

|            |           |                       |
| Heider 60’ | Marcatori | 57’ Fennell 62’ Röser |

| Arbitro: | Alt |

|           |           |            |
| Ajani 60’ | Marcatori | 46’ Janjić |

| Arbitro: | Waschitzki-Günther |

|                            |           |                      |
| Slišković 6’, 72’ Bohl 20’ | Marcatori | 21’ Diring 65’ Ajani |

| Arbitro: | Heft |

|           |           |              |
| Röser 15’ | Marcatori | 46’ Ćwielong |

| Arbitro: | Osmanagic |

|            |           |           |
| Eilers 15’ | Marcatori | 42’ Röser |

| Arbitro: | Müller |

|  |           |                                                |
|  | Marcatori | 7’ (rig.) Lorenz 42’ Müller 87’ (aut.) Fennell |

| Arbitro: | Schröder |

|                                            |           |  |
| Lewerenz 26’ Ducksch 42’ Pintol 52’ (aut.) | Marcatori |  |

### Coppa di Germania
| Arbitro: | Steinhaus-Webb |

|                                                    |           |                            |
| Aliji 34’ (aut.) Helwe 54’, 58’ Gjasula 94’ (rig.) | Marcatori | 23’, 90’ Osawe 37’ Stieber |

| Arbitro: | Dingert |

|  |           |                                          |
|  | Marcatori | 8’, 43’ Wood 58’ Lasogga 82’ Waldschmidt |

## Statistiche

### Statistiche di squadra
| Competizione      | Punti | In casa | In casa | In casa | In casa | In casa | In casa | In trasferta | In trasferta | In trasferta | In trasferta | In trasferta | In trasferta | Totale | Totale | Totale | Totale | Totale | Totale | DR |
| Competizione      | Punti | G       | V       | N       | P       | Gf      | Gs      | G            | V            | N            | P            | Gf           | Gs           | G      | V      | N      | P      | Gf     | Gs     | DR |
| ----------------- | ----- | ------- | ------- | ------- | ------- | ------- | ------- | ------------ | ------------ | ------------ | ------------ | ------------ | ------------ | ------ | ------ | ------ | ------ | ------ | ------ | -- |
| 3. Liga           | 48    | 19      | 7       | 9       | 3       | 20      | 17      | 19           | 3            | 9            | 7            | 14           | 22           | 38     | 10     | 18     | 10     | 34     | 39     | -5 |
| Coppa di Germania | -     | 2       | 1       | 0       | 1       | 4       | 7       | 0            | 0            | 0            | 0            | 0            | 0            | 2      | 1      | 0      | 1      | 4      | 7      | -3 |
| Totale            | 48    | 21      | 8       | 9       | 4       | 24      | 24      | 19           | 3            | 9            | 7            | 14           | 22           | 40     | 11     | 18     | 11     | 38     | 46     | -8 |

### Andamento in campionato
| Giornata  | 1 | 2 | 3 | 4 | 5  | 6 | 7  | 8  | 9  | 10 | 11 | 12 | 13 | 14 | 15 | 16 | 17 | 18 | 19 | 20 | 21 | 22 | 23 | 24 | 25 | 26 | 27 | 28 | 29 | 30 | 31 | 32 | 33 | 34 | 35 | 36 | 37 | 38 |
| --------- | - | - | - | - | -- | - | -- | -- | -- | -- | -- | -- | -- | -- | -- | -- | -- | -- | -- | -- | -- | -- | -- | -- | -- | -- | -- | -- | -- | -- | -- | -- | -- | -- | -- | -- | -- | -- |
| Luogo     | T | C | T | C | T  | C | C  | T  | C  | T  | C  | T  | C  | T  | C  | T  | C  | T  | C  | C  | T  | C  | T  | C  | T  | T  | C  | T  | C  | T  | C  | T  | C  | T  | C  | T  | C  | T  |
| Risultato | V | N | P | N | P  | V | N  | N  | V  | N  | V  | N  | V  | N  | V  | P  | V  | N  | N  | V  | N  | N  | P  | P  | N  | V  | P  | N  | N  | P  | N  | V  | N  | P  | N  | N  | P  | P  |
| Posizione | 1 | 3 | 8 | 9 | 14 | 9 | 11 | 12 | 10 | 11 | 6  | 8  | 4  | 5  | 3  | 5  | 3  | 4  | 4  | 4  | 4  | 4  | 5  | 6  | 8  | 5  | 8  | 9  | 7  | 10 | 10 | 9  | 9  | 10 | 11 | 10 | 13 | 13 |

Legenda:

Luogo: C = Casa; T = Trasferta. Risultato: V = Vittoria; N = Pareggio; P = Sconfitta.

### Statistiche dei giocatori
| Giocatore         | 3. Liga  | 3. Liga | 3. Liga     | 3. Liga    | Coppa di Germania | Coppa di Germania | Coppa di Germania | Coppa di Germania | Totale   | Totale | Totale      | Totale     |
| Giocatore         | Presenze | Reti    | Ammonizioni | Espulsioni | Presenze          | Reti              | Ammonizioni       | Espulsioni        | Presenze | Reti   | Ammonizioni | Espulsioni |
| ----------------- | -------- | ------- | ----------- | ---------- | ----------------- | ----------------- | ----------------- | ----------------- | -------- | ------ | ----------- | ---------- |
| M. Ajani          | 31       | 5       | 4           | 1          | 2                 | 0                 | 1                 | 0                 | 33       | 5      | 5           | 1          |
| S. Aydemir        | 19       | 1       | 1           | 0          | 1                 | 0                 | 0                 | 0                 | 20       | 1      | 1           | 0          |
| M. Barnofsky      | 26       | 0       | 8           | 0          | 2                 | 0                 | 0                 | 0                 | 28       | 0      | 8           | 0          |
| F. Baumgärtel     | 37       | 3       | 6           | 0          | 2                 | 0                 | 0                 | 0                 | 39       | 3      | 6           | 0          |
| F. Bredlow        | 33       | 0       | 0           | 0          | 2                 | 0                 | 0                 | 0                 | 35       | 0      | 0           | 0          |
| F. Brügmann       | 29       | 1       | 5           | 0          | 2                 | 0                 | 1                 | 0                 | 31       | 1      | 6           | 0          |
| D. Diring         | 17       | 2       | 6           | 0          | 0                 | 0                 | 0                 | 0                 | 17       | 2      | 6           | 0          |
| R. Fennell        | 29       | 5       | 9           | 1          | 1                 | 0                 | 0                 | 0                 | 30       | 5      | 9           | 1          |
| F. Franke         | 18       | 0       | 1           | 0          | 1                 | 0                 | 0                 | 0                 | 19       | 0      | 1           | 0          |
| T. Furuholm       | 2        | 0       | 0           | 0          | 0                 | 0                 | 0                 | 0                 | 2        | 0      | 0           | 0          |
| K. Gjasula        | 30       | 3       | 15          | 1          | 2                 | 1                 | 1                 | 0                 | 32       | 4      | 16          | 1          |
| B. Halili         | 0        | 0       | 0           | 0          | 0                 | 0                 | 0                 | 0                 | 0        | 0      | 0           | 0          |
| H. Helwe          | 25       | 0       | 2           | 0          | 1                 | 2                 | 0                 | 0                 | 26       | 2      | 2           | 0          |
| S. Kleineheismann | 33       | 0       | 9           | 2          | 2                 | 0                 | 1                 | 0                 | 35       | 0      | 10          | 2          |
| T. Lindenhahn     | 31       | 1       | 6           | 0          | 2                 | 0                 | 0                 | 0                 | 33       | 1      | 6           | 0          |
| M. Ludwig         | 0        | 0       | 0           | 0          | 0                 | 0                 | 0                 | 0                 | 0        | 0      | 0           | 0          |
| T. Müller         | 15       | 0       | 0           | 0          | 0                 | 0                 | 0                 | 0                 | 15       | 0      | 0           | 0          |
| T. Müller         | 0        | 0       | 0           | 0          | 0                 | 0                 | 0                 | 0                 | 0        | 0      | 0           | 0          |
| M. Netolitzky     | 0        | 0       | 0           | 0          | 0                 | 0                 | 0                 | 0                 | 0        | 0      | 0           | 0          |
| J. Neumann        | 1        | 0       | 0           | 0          | 0                 | 0                 | 0                 | 0                 | 1        | 0      | 0           | 0          |
| S. Pfeffer        | 34       | 1       | 1           | 0          | 2                 | 0                 | 1                 | 0                 | 36       | 1      | 2           | 0          |
| B. Pintol         | 38       | 6       | 5           | 0          | 1                 | 0                 | 0                 | 0                 | 39       | 6      | 5           | 0          |
| M. Röser          | 33       | 5       | 7           | 0          | 2                 | 0                 | 0                 | 0                 | 35       | 5      | 7           | 0          |
| T. Schilk         | 24       | 0       | 2           | 0          | 2                 | 0                 | 0                 | 0                 | 26       | 0      | 2           | 0          |
| O. Schnitzler     | 5        | 0       | 0           | 0          | 0                 | 0                 | 0                 | 0                 | 5        | 0      | 0           | 0          |
| B. Sejdija        | 0        | 0       | 0           | 0          | 0                 | 0                 | 0                 | 0                 | 0        | 0      | 0           | 0          |
| P. Slišković      | 10       | 0       | 0           | 0          | 0                 | 0                 | 0                 | 0                 | 10       | 0      | 0           | 0          |
| L. Stagge         | 0        | 0       | 0           | 0          | 0                 | 0                 | 0                 | 0                 | 0        | 0      | 0           | 0          |
| V. Stenzel        | 0        | 0       | 0           | 0          | 0                 | 0                 | 0                 | 0                 | 0        | 0      | 0           | 0          |
| A. Wallenborn     | 7        | 1       | 1           | 0          | 1                 | 0                 | 0                 | 0                 | 8        | 1      | 1           | 0          |